# Alphonse Ryckmans
Alphonse Ghislain Marie Ryckmans (Antwerpen, 3 oktober 1857 - Mechelen, 3 januari 1931) was een Belgisch senator.

## Levensloop
Ryckmans behoorde tot een Mechelse familie die in de negentiende eeuw vooral actief was in de gemeentelijke administratie en na 1865 ook in de politiek. Jacobus Ryckmans, vader van Alphonse, was de uitgever van het katholieke weekblad La Dyle, en zetelde ook korte tijd in de gemeenteraad. 
Een broer van Alphonse, Paul Ryckmans (1855-1901), was gemeenteraadslid in Mechelen en provincieraadslid. Hij viel op door zijn Vlaams en democratisch engagement binnen de katholieke partij. Hij was, na zijn vader uitgever en hoofdredacteur van La Dyle.
Alphonse Ryckmans promoveerde tot doctor in de rechten (1879) aan de Katholieke Universiteit Leuven en vestigde zich als advocaat in Antwerpen. Hij trouwde met Clementia Van Ryn en ze hadden zes kinderen.
Hij werd verkozen tot gemeenteraadslid van Antwerpen, van 1899 tot 1911 en opnieuw vanaf 1921.
Hij werd driemaal katholiek senator:
- van 1912 tot 1921 was hij provinciaal senator voor de provincie Antwerpen,
- van 1921 tot 1925 was hij gecoöpteerd senator,
- van 1925 tot aan zijn dood was hij senator voor het arrondissement Antwerpen.

Van 1919 tot 1929 was hij secretaris en van 1929 tot 1931 ondervoorzitter van de Senaat.
Ryckmans telde onder zijn zoons:
- Pierre Ryckmans (1891-1959), gouverneur-generaal van Belgisch-Congo

Onder zijn kleinkinderen zijn te vermelden:
- Simon Leys (schuilnaam van Pierre Ryckmans) (1935-2014), belangrijk sinoloog en auteur,
- Jacques Leys (1924-2005), hoogleraar Oosterse talen aan de UCL,
- André Ryckmans, (1929-1960), Congokenner,
- Geneviève Ryckmans-Corin (1930), Belgisch volksvertegenwoordiger.

## Publicatie
- Le devoir des catholiques, Antwerpen, z.d.